# لاسیل (کلرادو)
لاسیل (به انگلیسی: LaSalle) شهری در ایالت کلرادو کشور ایالات متحده آمریکا است که جمعیت آن در سرشماری سال ۲۰۱۰ میلادی، ۱٬۹۵۵ نفر بوده‌است.